# New Bedford (Illinois)
New Bedford est un village du comté de Bureau dans l'Illinois, aux États-Unis,. Il est incorporé le 31 janvier 1951.

## Démographie
Lors du recensement de 2010, le village comptait une population de 75 habitants. Elle est estimée, en 2016, à 72 habitants.

## Galerie (photos de 1910)

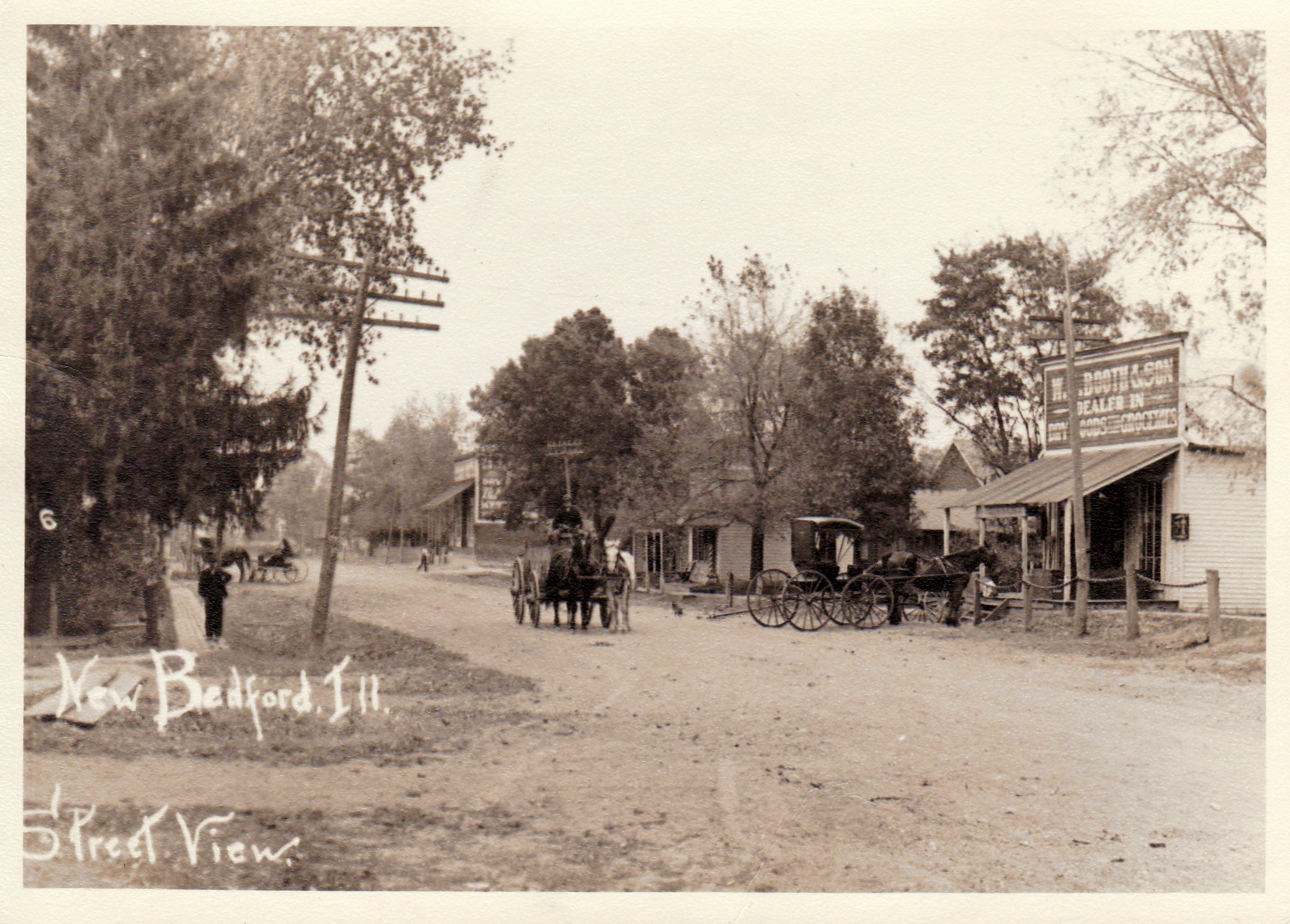
La rue principale
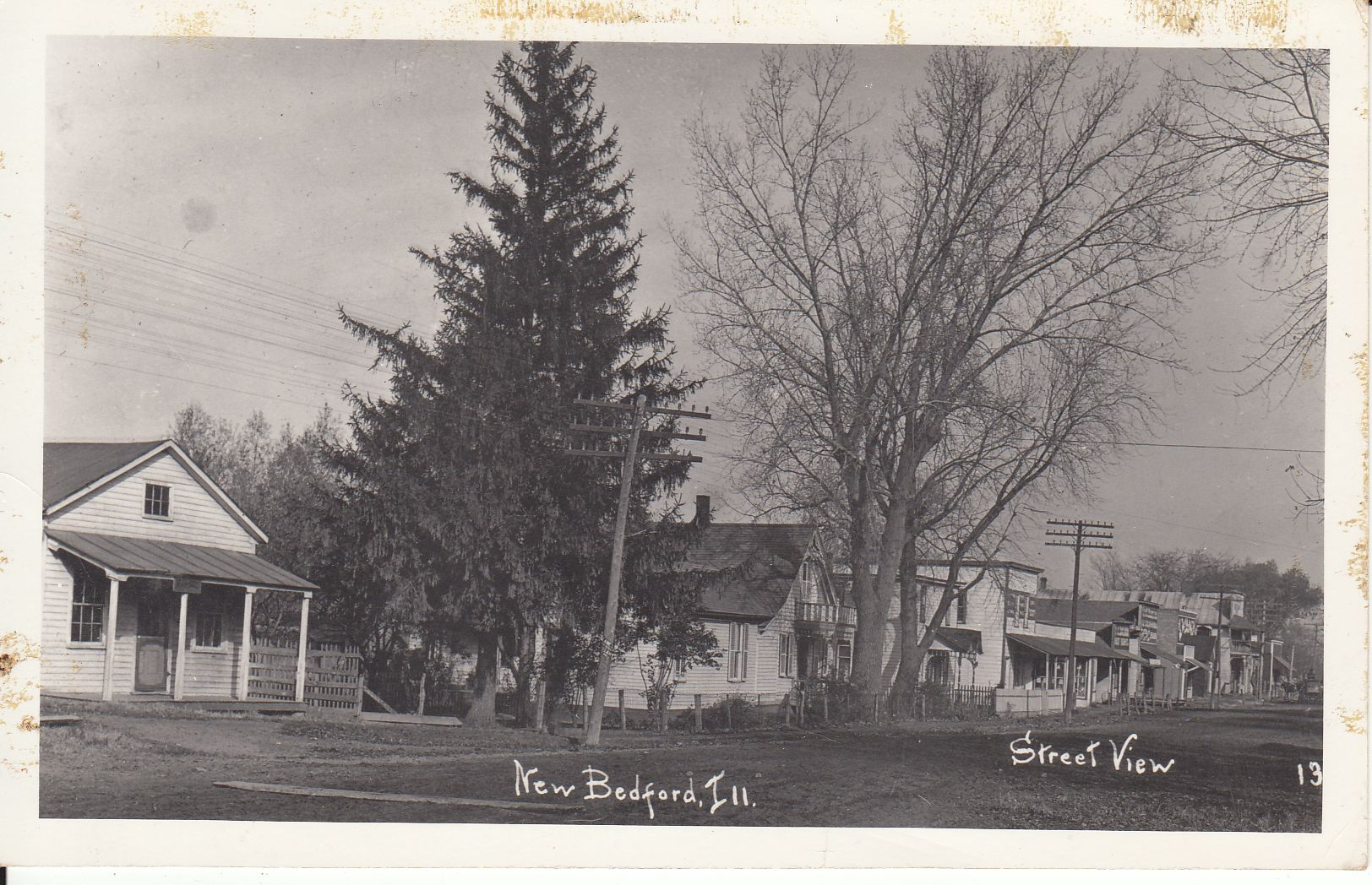
La rue principale
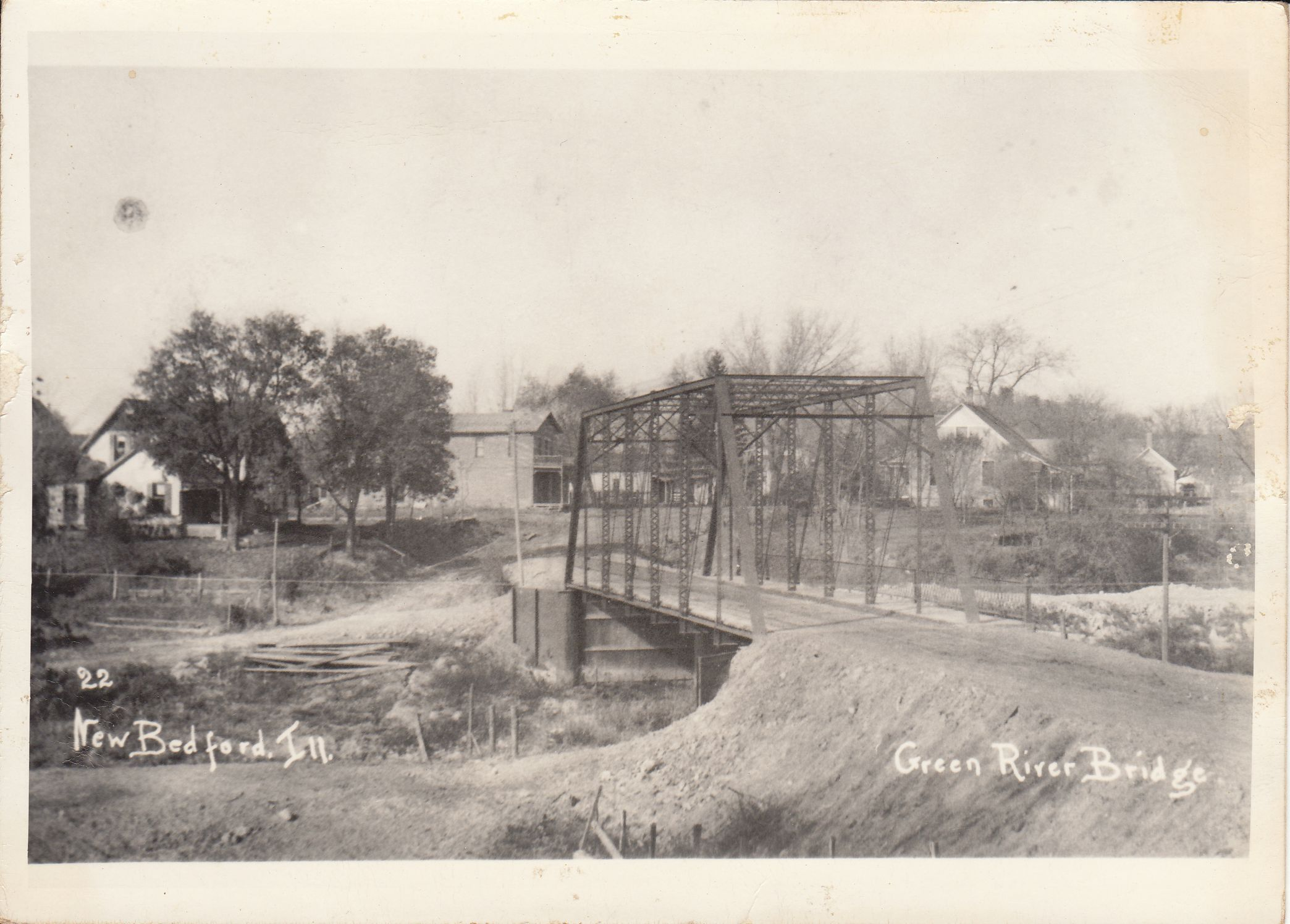
Le pont Green River
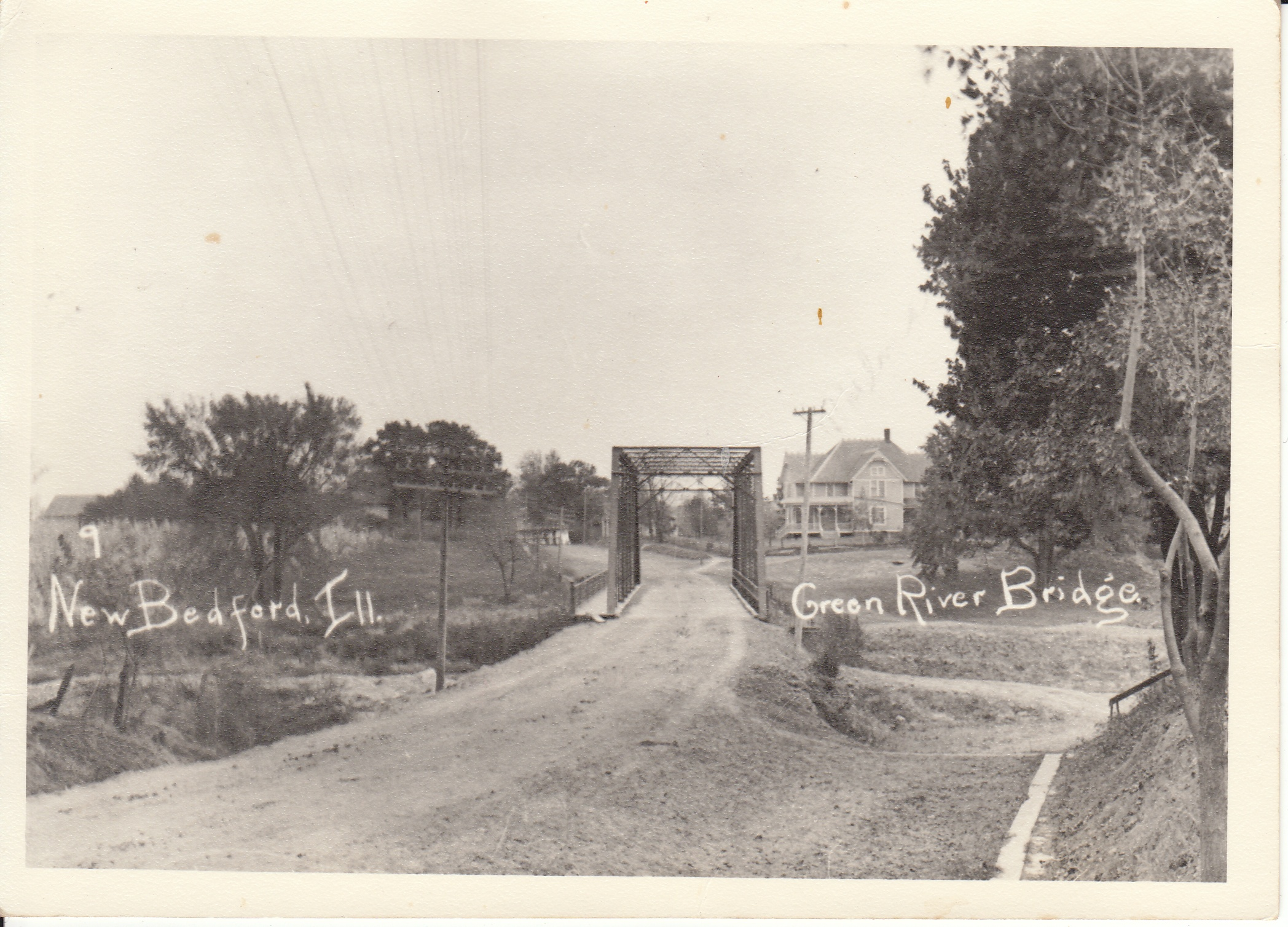
Le pont Green River
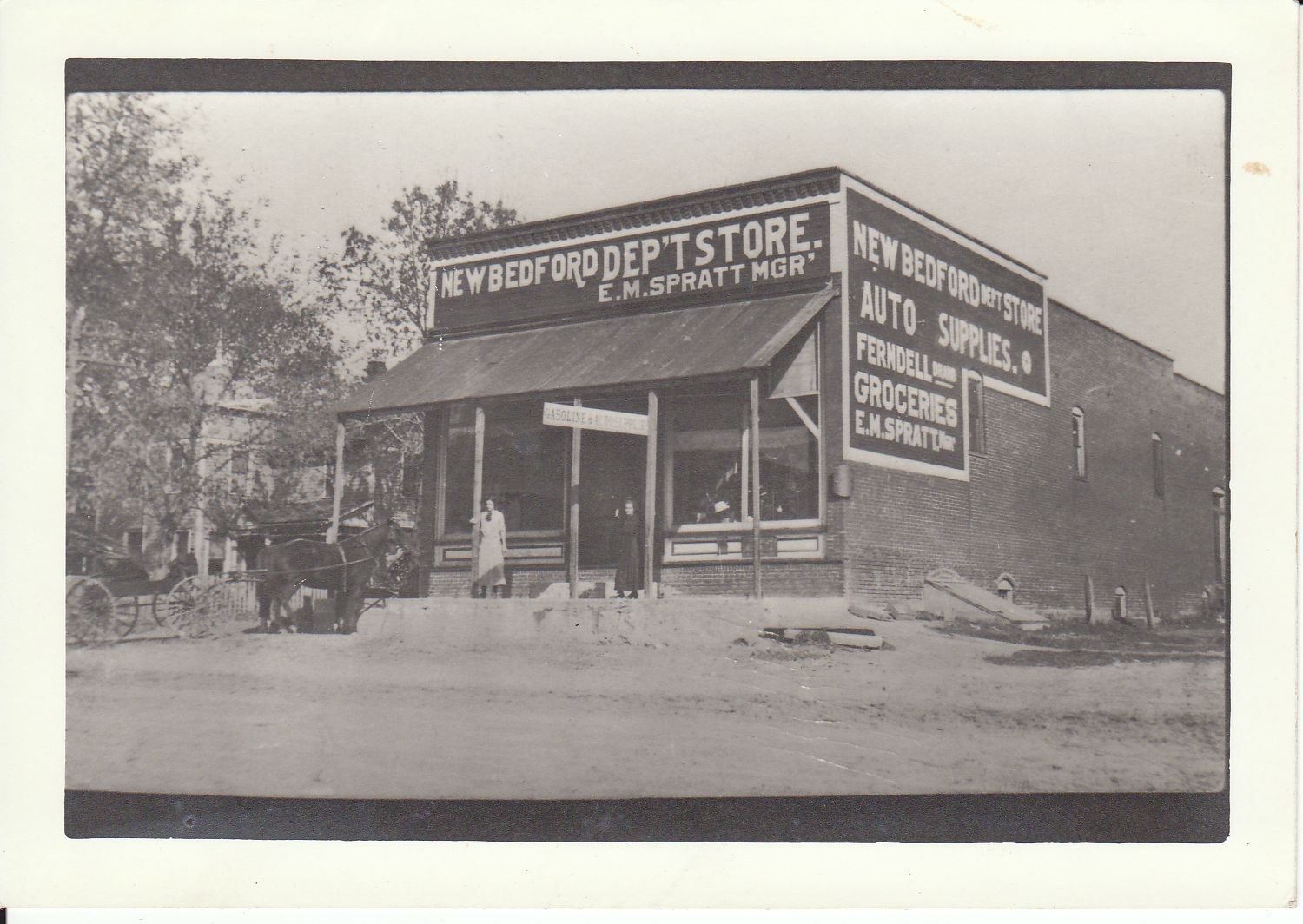
Le magasin Spratt
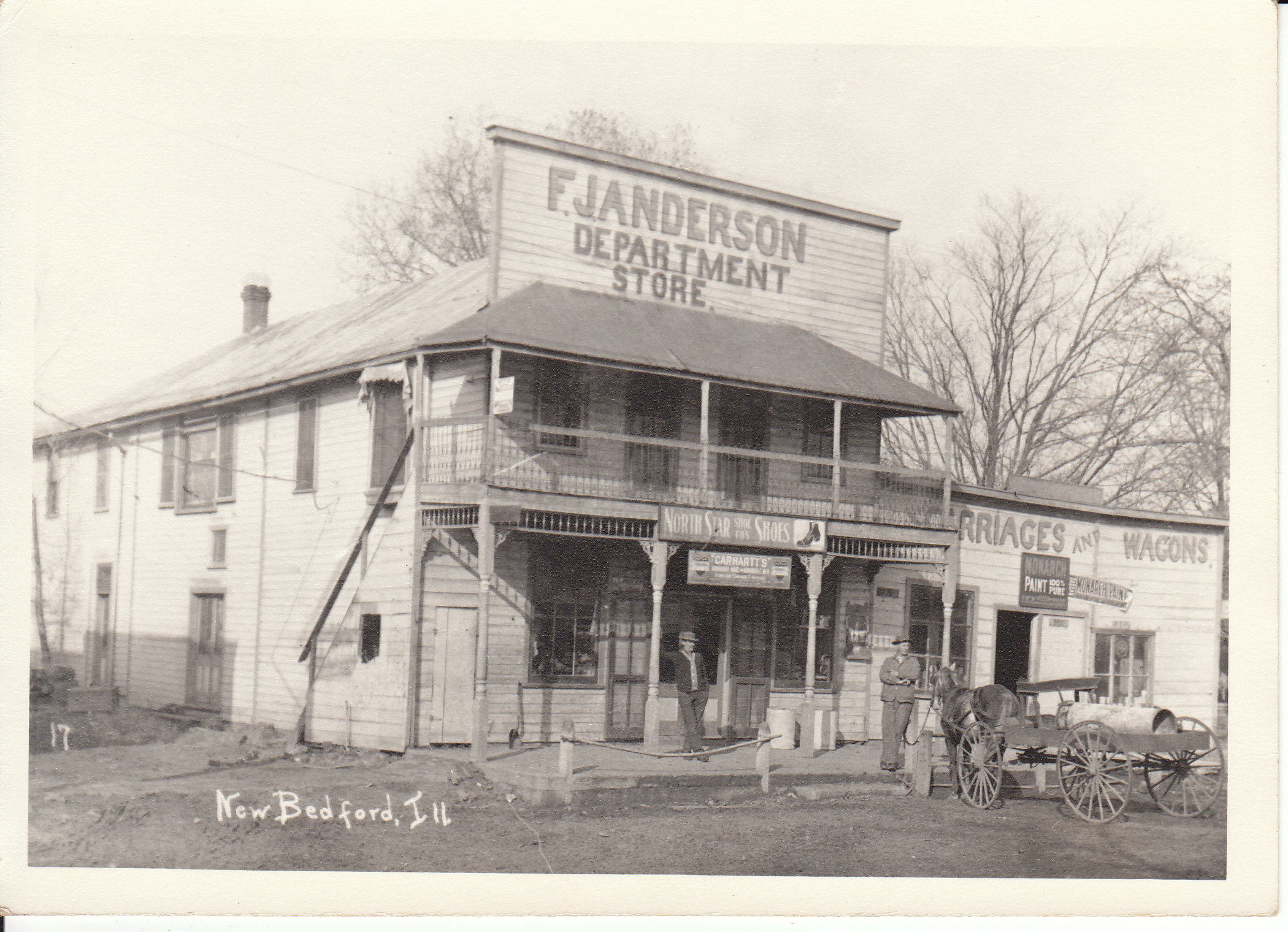
Le magasin F.Janderson